# Heliaeschna ugandica
Heliaeschna ugandica é uma espécie de libelinha da família Aeshnidae.
Pode ser encontrada nos seguintes países: Angola, República Democrática do Congo e Uganda.
Os seus habitats naturais são: florestas subtropicais ou tropicais húmidas de baixa altitude.